# L'ultima frontiera (film 1955)
L'ultima frontiera (The Last Frontier) è un film del 1955 diretto da Anthony Mann.
È un western statunitense con Victor Mature, Guy Madison, Robert Preston, James Whitmore e Anne Bancroft. È basato sul romanzo del 1947 The Gilded Rooster di Richard Emery Roberts.

## Trama
Conosciuto come “il macellaio di Shiloh” per avere causato la morte immotivata di 2000 uomini, il colonnello Frank Marston è stato mandato in esilio nelle zone più remote della frontiera americana. Reso folle dal disonore, Marston organizza il suo ritorno alla gloria a capo di un drappello di reclute alle prime armi lanciato in una missione suicida contro la nazione indiana. Anche se Jed Cooper è l’unico in grado di fermare Marston, lo spietato uomo di frontiera è combattuto tra la possibilità di salvare le vite degli amici e la decisione di lasciarli andare incontro al loro tragico destino.

## Produzione
Il film, diretto da Anthony Mann su una sceneggiatura di Philip Yordan e Russell S. Hughes e un soggetto di Richard Emery Roberts (autore del romanzo), fu prodotto da William Fadiman per la Columbia Pictures e girato in Messico (tra le location Popocatépetl) dal marzo del 1955. Il titolo di lavorazione fu The Gilded Rooster.

## Distribuzione
Il film fu distribuito con il titolo The Last Frontier negli Stati Uniti dal 7 dicembre 1955 al cinema dalla Columbia Pictures.
Altre distribuzioni:
- in Portogallo il 23 gennaio 1956 (Os Bravos Não Voltam Costas)
- in Germania Ovest il 9 marzo 1956 (Draußen wartet der Tod)
- in Belgio il 16 marzo 1956 (De stormloop van de blauwe tunieken) (La charge des tuniques bleues)
- in Austria nel maggio del 1956 (Draußen wartet der Tod)
- in Svezia il 28 maggio 1956 (Utpost i vildmarken)
- in Finlandia il 6 luglio 1956 (Viimeinen etuvartio)
- in Francia il 3 agosto 1956 (La charge des tuniques bleues)
- in Brasile (O Tirano da Fronteira)
- in Spagna (Desierto salvaje)
- in Spagna (La última frontera)
- in Grecia (Ta teleftaia synora)
- in Italia (L'ultima frontiera)
- in Serbia (Poslednja granica)